# 林安妮
林安妮（1985年06月28日—），台灣的跆拳道運動員。

## 國際賽出賽紀錄
- 2007年夏季世界大學生運動會女子跆拳道第六量級金牌。[1]